# Filmographie de Brigitte Bardot

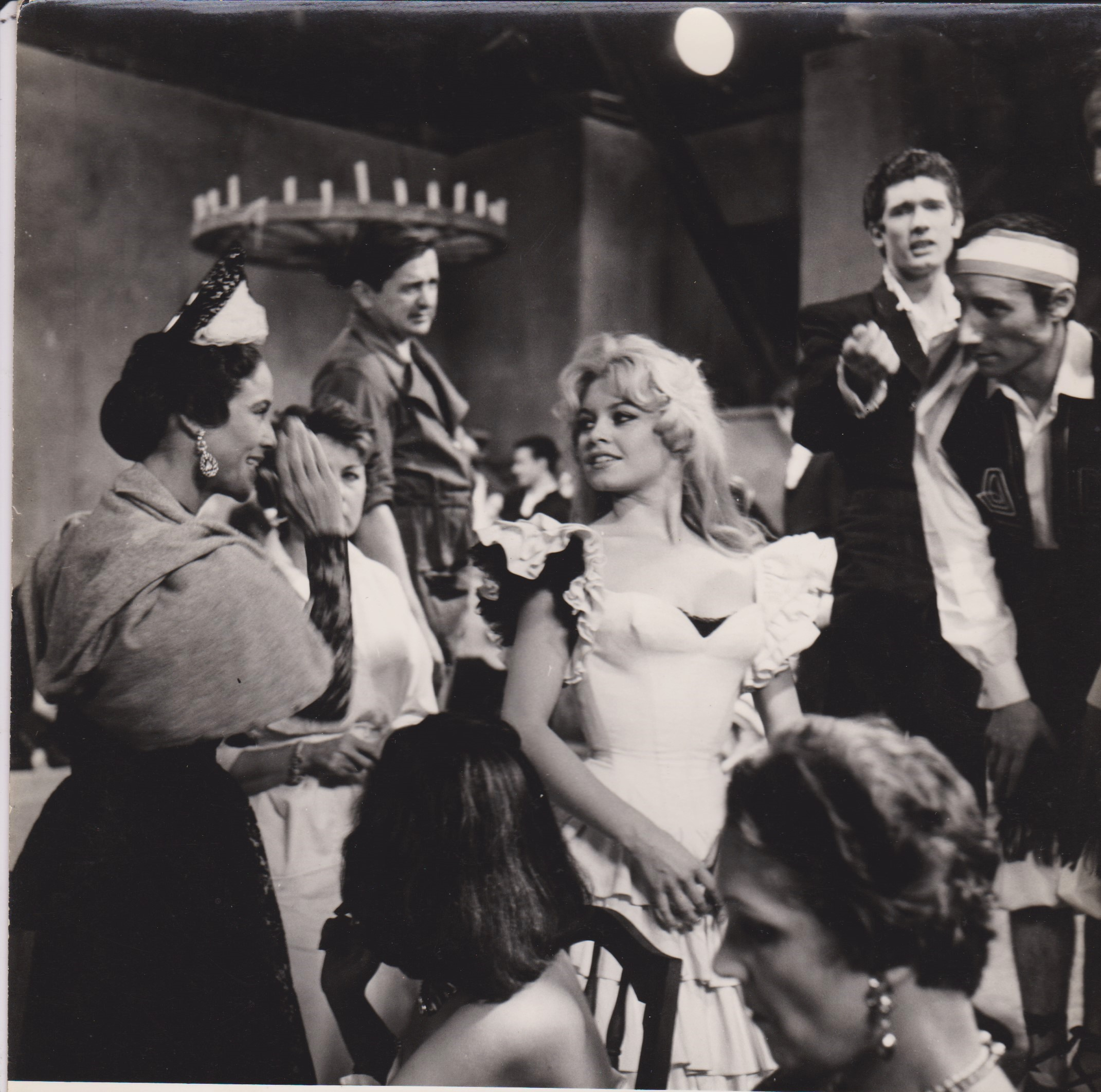
Cardo et Brigitte Bardot dans le film La Femme et le Pantin (1959) où il lui a appris à danser le flamenco.

Cette liste présente les films de Brigitte Bardot.
| Année | Titre du film                                                    | Rôle                          | Réalisateur           | Partenaires |
| ----- | ---------------------------------------------------------------- | ----------------------------- | --------------------- | --- |
| 1952  | Le Trou normand                                                  | Javotte Lemoine               | Jean Boyer            | Bourvil, Jane Marken, Roger Pierre, Jeanne Fusier-Gir                                                                               |
| 1952  | Manina, la fille sans voiles                                     | Manina                        | Willy Rozier          | Howard Vernon, Jean Droze, Jean-François Calvé                                                                                      |
| 1952  | Les Dents longues                                                | La femme du témoin au mariage | Daniel Gélin          | Roger Vadim, Daniel Gélin, Danièle Delorme                                                                                          |
| 1953  | Le Portrait de son père                                          | Domino                        | André Berthomieu      | Jean Richard, Michèle Philippe, Mona Goya, Frédéric Duvallès                                                                        |
| 1953  | Un acte d'amour (Act of Love)                                    | Mimi                          | Anatole Litvak        | Kirk Douglas |
| 1953  | Si Versailles m'était conté...                                   | Mademoiselle de Rosille       | Sacha Guitry          | Jean Marais |
| 1954  | Haine, Amour et Trahison (Tradita)                               | Anna                          | Mario Bonnard         | Pierre Cressoy, Lucia Bosé, Giorgio Albertazzi, Camillo Pilotto                                                                     |
| 1954  | Le Fils de Caroline chérie                                       | Pilar d'Aranda                | Jean-Devaivre         | Jean-Claude Pascal, Magali Noël, Jacques Dacqmine                                                                                   |
| 1955  | Futures Vedettes                                                 | Sophie                        | Marc Allégret         | Jean Marais, Isabelle Pia, Denise Noël, Lila Kedrova                                                                                |
| 1955  | Rendez-vous à Rio (Doctor at Sea)                                | Hélène Colbert                | Ralph Thomas          | Dirk Bogarde, Brenda De Banzie, James Robertson Justice                                                                             |
| 1955  | Les Grandes Manœuvres                                            | Lucie                         | René Clair            | Gérard Philipe, Michèle Morgan, Yves Robert, Jacques Fabbri                                                                         |
| 1955  | La Lumière d'en face                                             | Olivia Marceau                | Georges Lacombe       | Raymond Pellegrin, Roger Pigaut |
| 1955  | Cette sacrée gamine                                              | Brigitte Latour               | Michel Boisrond       | Jean Bretonnière, Françoise Fabian, Michel Serrault, Jean Poiret                                                                    |
| 1956  | Les Week-ends de Néron (Mio figlio Nerone)                       | Poppée                        | Steno                 | Alberto Sordi, Vittorio De Sica, Gloria Swanson                                                                                     |
| 1956  | En effeuillant la marguerite                                     | Agnès Dumont                  | Marc Allégret         | Daniel Gélin, Darry Cowl, Robert Hirsch                                                                                             |
| 1956  | Et Dieu… créa la femme                                           | Juliette Hardy                | Roger Vadim           | Curd Jürgens, Christian Marquand, Jean-Louis Trintignant                                                                            |
| 1956  | La mariée est trop belle                                         | Chouchou                      | Pierre Gaspard-Huit   | Micheline Presle, Louis Jourdan, Marcel Amont, Roger Dumas                                                                          |
| 1956  | Hélène de Troie (Helen of Troy)                                  | Andraste                      | Robert Wise           | Rossana Podestà, Jacques Sernas |
| 1957  | Une Parisienne                                                   | Brigitte Laurier              | Michel Boisrond       | Charles Boyer, Henri Vidal, André Luguet                                                                                            |
| 1958  | Les Bijoutiers du clair de lune                                  | Ursula                        | Roger Vadim           | Stephen Boyd, Alida Valli, Fernando Rey                                                                                             |
| 1958  | En cas de malheur                                                | Yvette Maudet                 | Claude Autant-Lara    | Jean Gabin, Edwige Feuillère, Franco Interlenghi, Nicole Berger, Annick Allières                                                    |
| 1959  | La Femme et le Pantin                                            | Éva Marchand                  | Julien Duvivier       | Michel Roux, Antonio Vilar, Jacques Mauclair, Lila Kedrova                                                                          |
| 1959  | Babette s'en va-t-en guerre                                      | Babette                       | Christian-Jaque       | Jacques Charrier, Francis Blanche, Hannes Messemer                                                                                  |
| 1959  | Voulez-vous danser avec moi ?                                    | Virginie Dandieu              | Michel Boisrond       | Henri Vidal, Noël Roquevert, Dawn Addams, Dario Moreno                                                                              |
| 1960  | L'Affaire d'une nuit                                             | La femme au restaurant        | Henri Verneuil        | Jacques Charrier |
| 1960  | La Vérité                                                        | Dominique Marceau             | Henri-Georges Clouzot | Sami Frey, Charles Vanel, Paul Meurisse, Marie-José Nat                                                                             |
| 1961  | La Bride sur le cou                                              | Sophie                        | Roger Vadim           | Jacques Riberolles, Michel Subor, Claude Brasseur                                                                                   |
| 1961  | Les Amours célèbres, sketch Agnès Bernauer                       | Agnès Bernauer                | Michel Boisrond       | Alain Delon, Suzanne Flon, Jean-Claude Brialy                                                                                       |
| 1962  | Vie privée                                                       | Jill                          | Louis Malle           | Marcello Mastroianni, Nicolas Bataille, Dirk Sanders                                                                                |
| 1962  | Le Repos du guerrier                                             | Geneviève Le Theil            | Roger Vadim           | Robert Hossein, Jean-Marc Bory, Jacqueline Porel                                                                                    |
| 1963  | Paparazzi                                                        | elle-même                     | Jacques Rozier        | Michel Piccoli, Jack Palance, Fritz Lang, Jean-Luc Godard                                                                           |
| 1963  | Le Mépris                                                        | Camille Javal                 | Jean-Luc Godard       | Michel Piccoli, Jack Palance, Fritz Lang, Giorgia Moll                                                                              |
| 1964  | Une ravissante idiote                                            | Penelope Lightfeather         | Édouard Molinaro      | Anthony Perkins, Grégoire Aslan, André Luguet, Paulette Dubost                                                                      |
| 1965  | Chère Brigitte (Dear Brigitte)                                   | elle-même                     | Henry Koster          | James Stewart, Bill Mumy |
| 1965  | Viva Maria !                                                     | Maria I                       | Louis Malle           | Jeanne Moreau, George Hamilton, Claudio Brook, Paulette Dubost                                                                      |
| 1966  | Masculin féminin                                                 | elle-même (non créditée)      | Jean-Luc Godard       | Antoine Bourseiller, Jean-Pierre Léaud                                                                                              |
| 1966  | Marie Soleil                                                     | elle-même                     | Antoine Bourseiller   | Danièle Delorme, Jacques Charrier, Chantal Darget, Michel Piccoli, Roger Blin, Diane Lepvrier , Geneviève Brunet, Christian Barbier |
| 1967  | À cœur joie                                                      | Cécile                        | Serge Bourguignon     | Laurent Terzieff, Jean Rochefort, James Robertson Justice                                                                           |
| 1968  | Histoires extraordinaires, sketch William Wilson                 | Giuseppina                    | Louis Malle           | Alain Delon |
| 1968  | Shalako                                                          | Comtesse Irina Lazaar         | Edward Dmytryk        | Sean Connery, Peter van Eyck, Stephen Boyd                                                                                          |
| 1969  | Les Femmes                                                       | Clara                         | Jean Aurel            | Maurice Ronet, Anny Duperey, Jean-Pierre Marielle                                                                                   |
| 1970  | L'Ours et la Poupée                                              | Félicia                       | Michel Deville        | Jean-Pierre Cassel, Daniel Ceccaldi, Xavier Gélin, Georges Claisse                                                                  |
| 1970  | Les Novices                                                      | Agnès                         | Guy Casaril           | Annie Girardot, Jean Carmet, Noël Roquevert                                                                                         |
| 1971  | Boulevard du rhum                                                | Linda Larue                   | Robert Enrico         | Lino Ventura, Guy Marchand, Jess Hahn                                                                                               |
| 1971  | Les Pétroleuses                                                  | Louise                        | Christian-Jaque       | Claudia Cardinale, Georges Beller, Micheline Presle                                                                                 |
| 1973  | Don Juan 73 ou si Don Juan était une femme                       | Jeanne                        | Roger Vadim           | Mathieu Carrière, Maurice Ronet, Jane Birkin, Robert Hossein                                                                        |
| 1973  | L'Histoire très bonne et très joyeuse de Colinot trousse-chemise | Arabelle                      | Nina Companeez        | Francis Huster, Francis Blanche, Marie-Georges Pascal                                                                               |